# Baltimore and Ohio Railroad

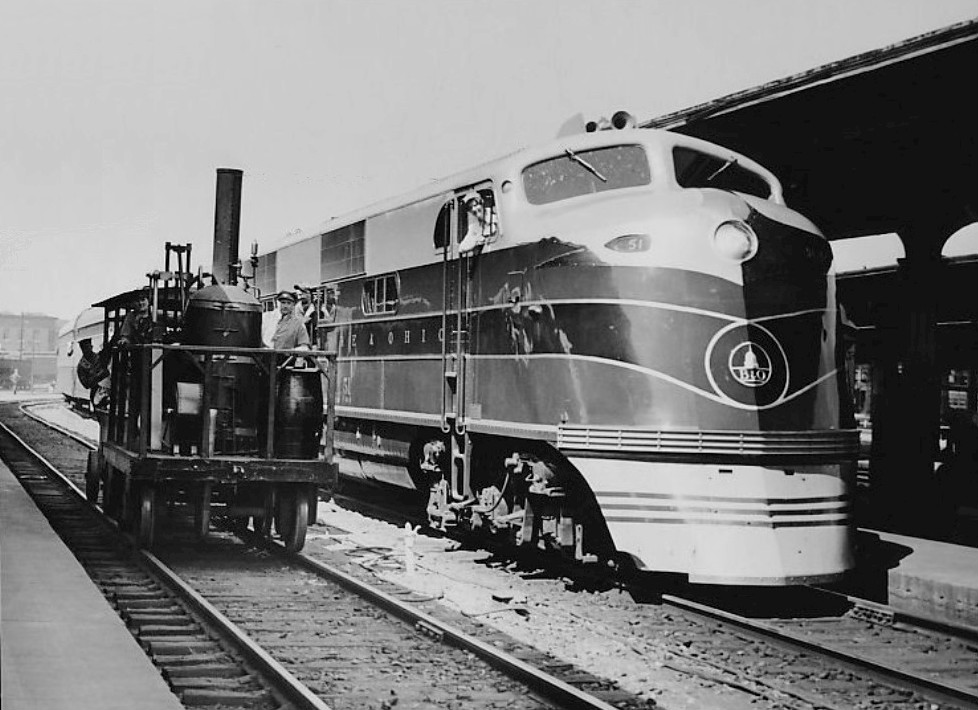
Replik av ångloket Tom Thumb från 1830 och dieselloket EMC EA/EB #51 från 1937, fotografi taget vid den senares leverans.

Baltimore and Ohio Railroad (förkortning: B&O) grundat 1827 var pionjärbolaget som öppnade den första järnvägen i USA för gods- och passagerartrafik under år 1830.
Bolaget köptes upp 1963 av Chesapeake and Ohio Railway Company och uppgick på 1980-talet i CSX Corporation.

## Historik

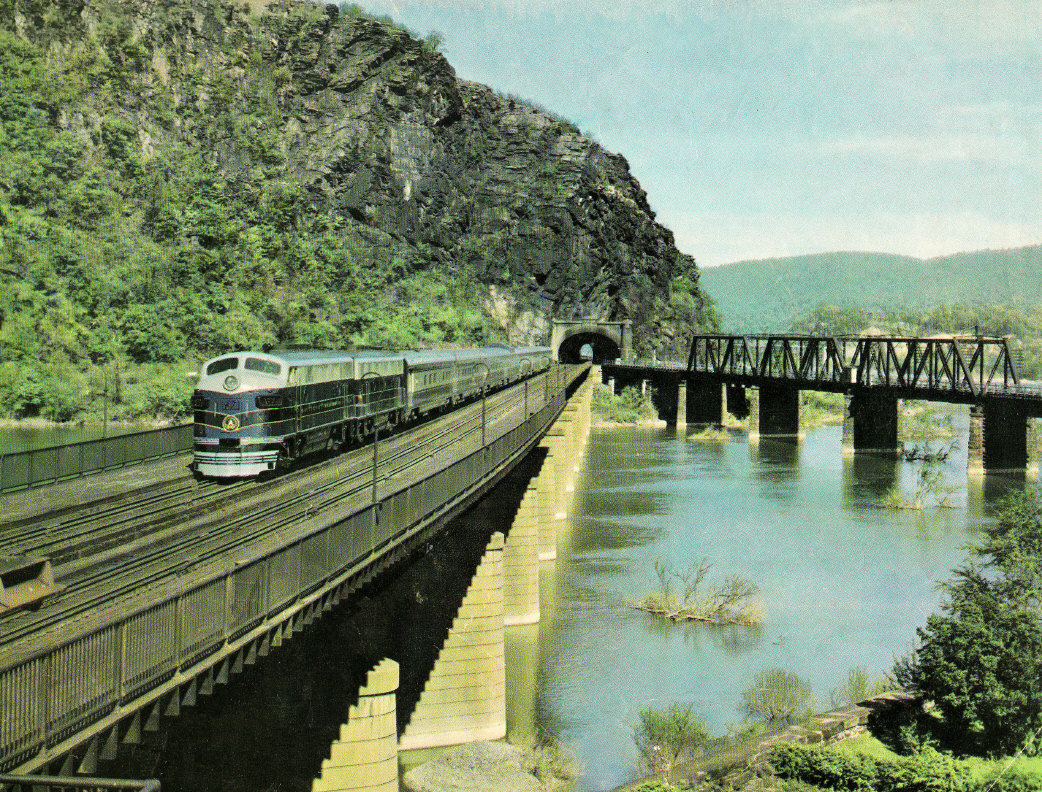
B & O:s passagerartåg Columbian korsar Potomacfloden vid Harpers Ferry 1949.

Bolaget grundades av bankirer och köpmän i Baltimore i delstaten Maryland i syfte att möjliggöra transporter från hamnstaden Baltimore och närbelägna Washington, DC över Appalacherna vidare mot Ohiofloden (därav namnet) och den expanderande Mellanvästern. Järnväg fanns vid den här tiden enbart i Storbritannien. Grundstenen för den första linjen i Baltimore lades 4 juli 1828 av Charles Carroll, den då ende kvarlevande som hade 1776 undertecknat USA:s självständighetsförklaring.
Det första amerikansktillverkade ångloket "Tom Thumb" konstruerades av Peter Cooper för B & O 1829, samma år som Lokomotivtävlingen i Rainhill. Den första linjesträckningen var 21 kilometer lång och öppnade 1830 från Baltimore till Ellicott’s Mills. Järnvägen konkurrerade under det tidiga 1800-talet med Eriekanalen (öppnad 1825) och Chesapeake and Ohio Canal (öppnad 1831). 1835 öppnades linjesträckningen till Washington, DC. År 1837 nåddes Harpers Ferry och 1852 nådde järnvägen Wheeling vid Ohiofloden i nuvarande West Virginia. B & O stödde unionen under det Amerikanska inbördeskriget och utsattes för härjningar från sydstatsarmén.
På 1860 och 1870-talen nåddes slutligen Chicago och Saint Louis. 1890 började B & O trafikera Central Railroad of New Jersey Terminal i New Yorks storstadsområde, men en kurrensnackdel var att rivalen Pennsylvania Railroad hade trafikrättigheter i tunnel vidare in till New York. 1901 invigdes grenbanor till Cleveland och Eriesjön.
Den långväga passagerartrafiken fick hos B&O, liksom vid andra amerikanska järnvägsföretag, svår konkurrens från andra transportmedel (bil, buss och inrikesflyg) efter andra världskriget och togs över av det federalt ägda Amtrak 1971. Bolaget köptes upp 1963 av Chesapeake and Ohio Railway Company och upplöstes slutligen 1987 för att uppgå i CSX Corporation.

### Linjekartor

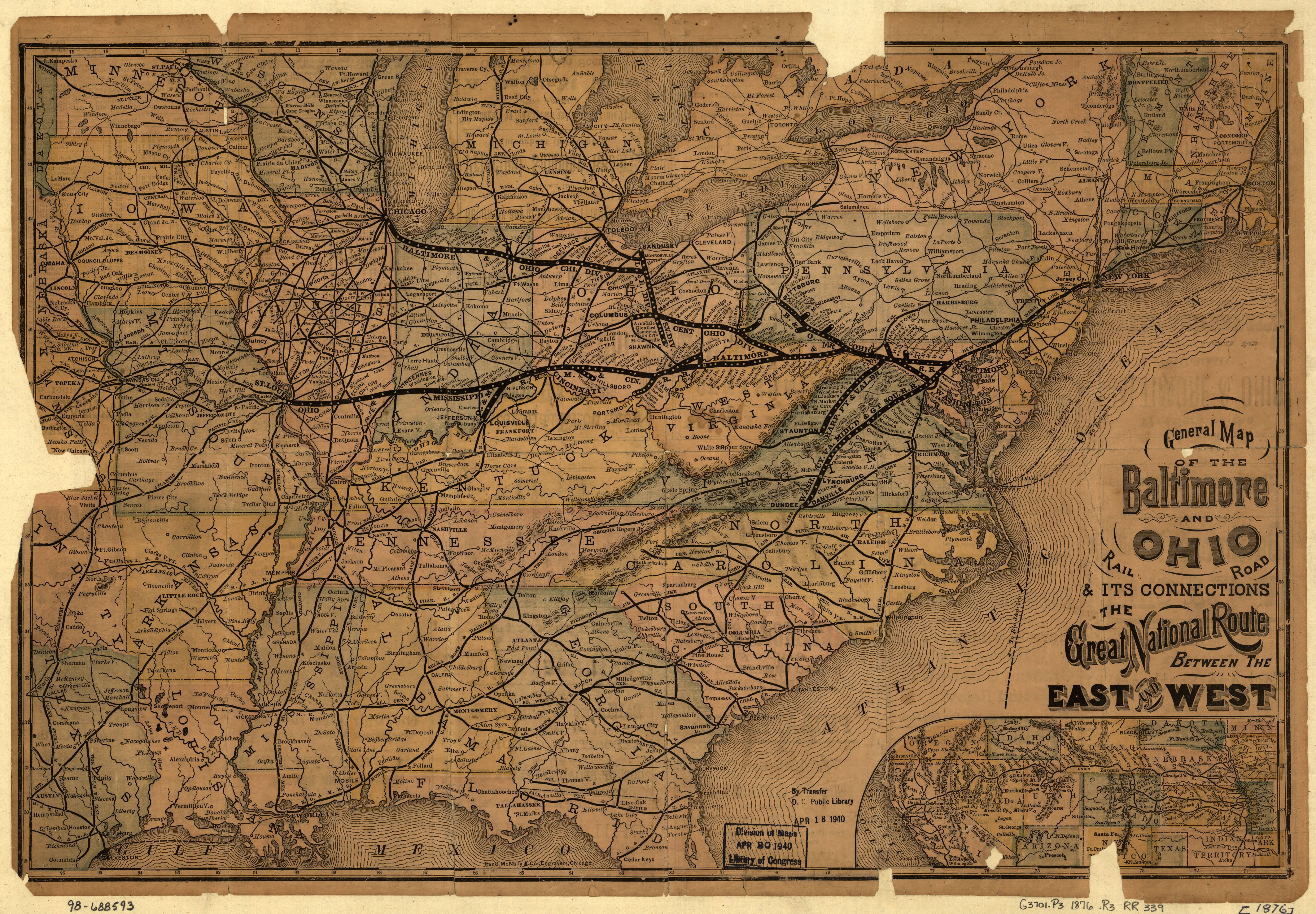
Linjekarta från 1876.
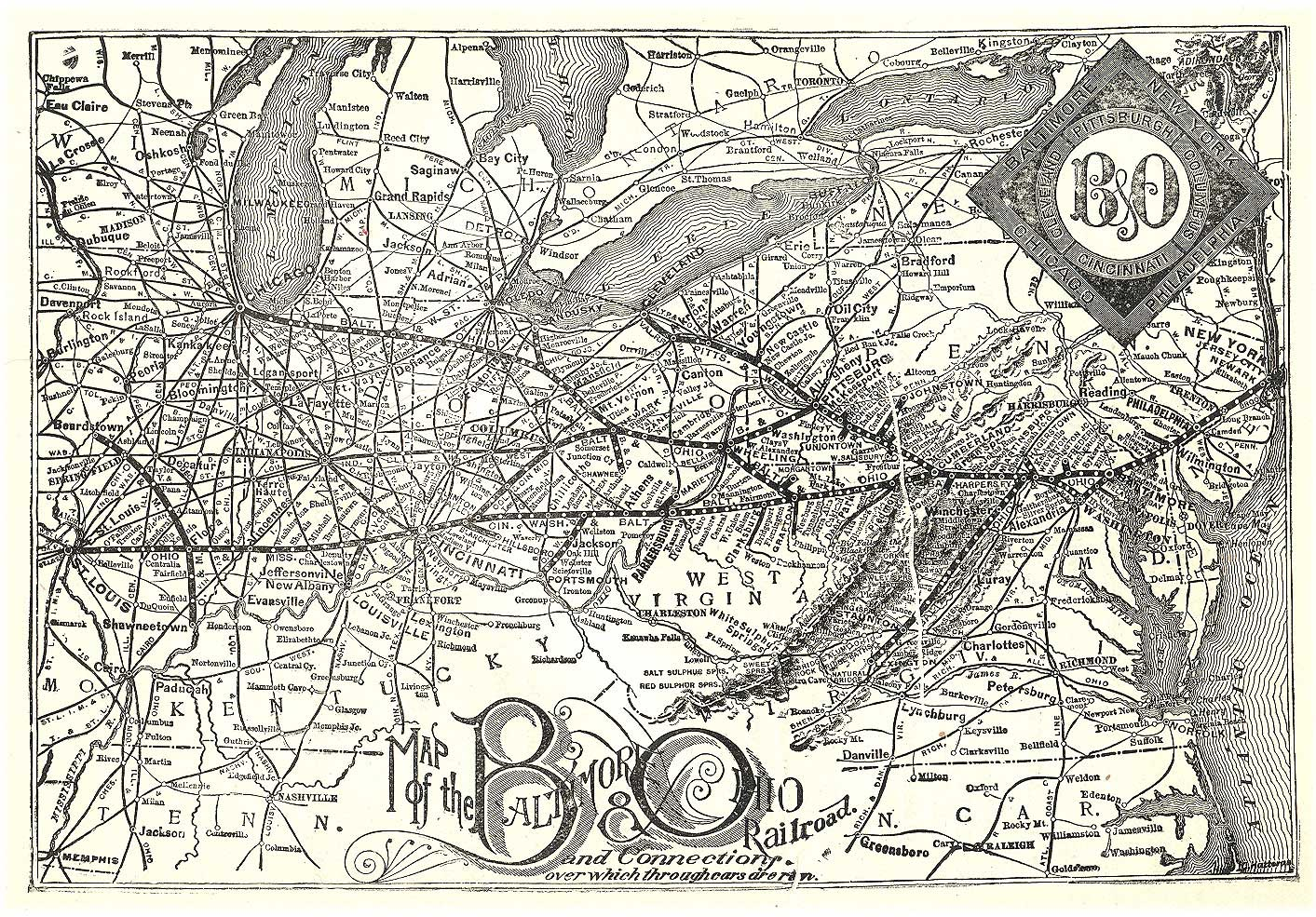
Linjekarta från 1891.
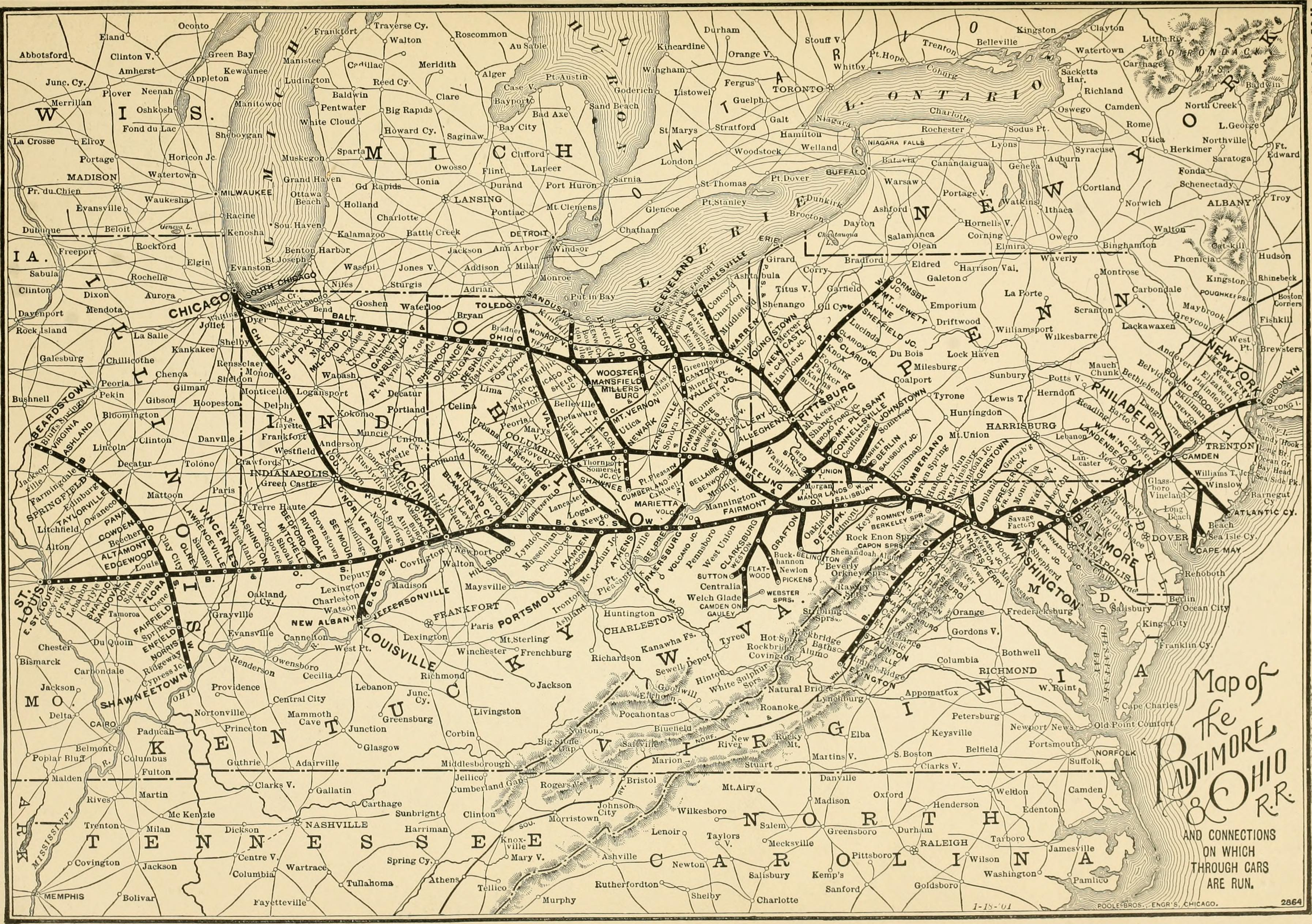
Linjekarta från 1901.
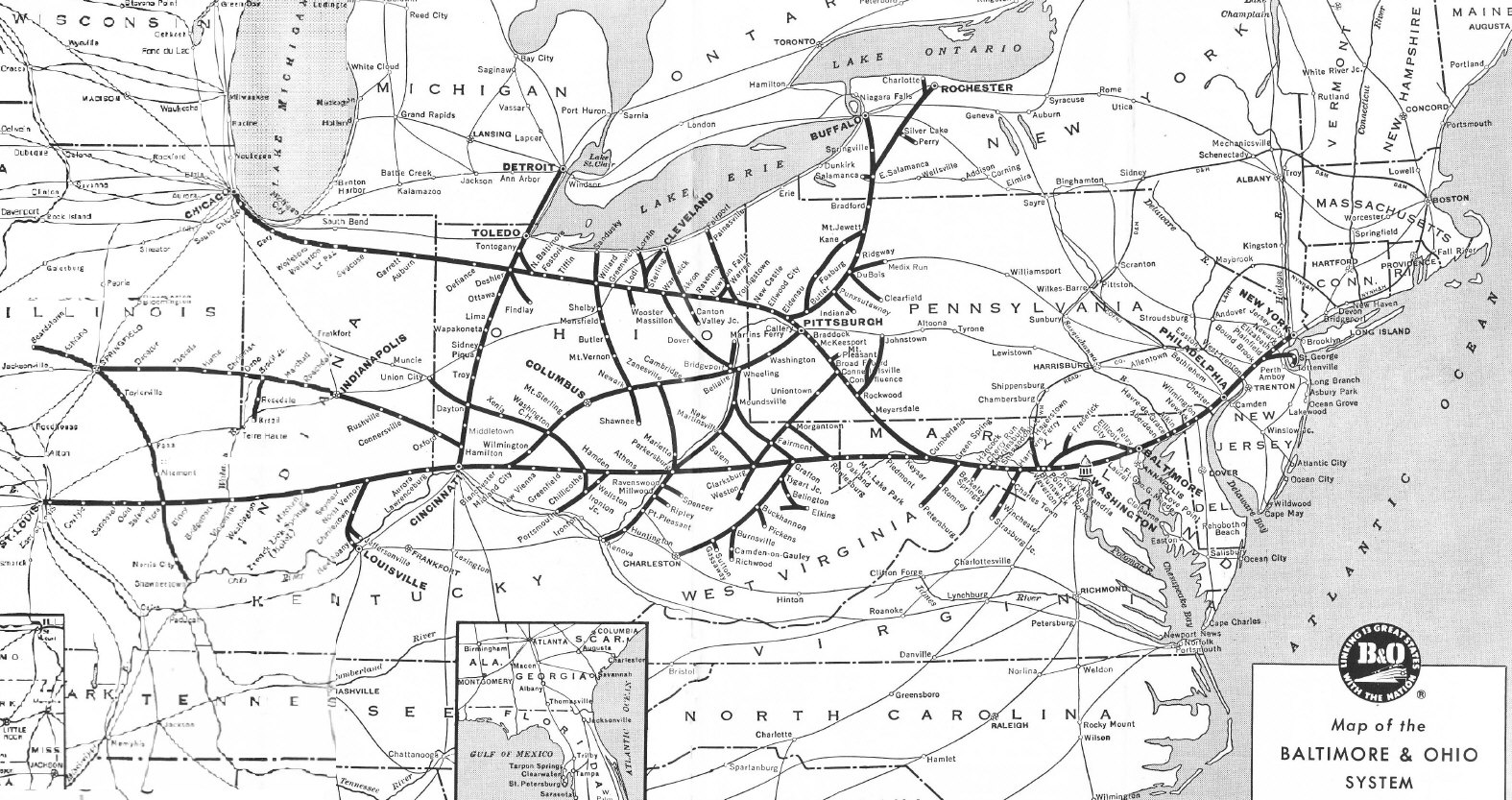
Linjekarta från 1961.

## B&O Railroad Museum

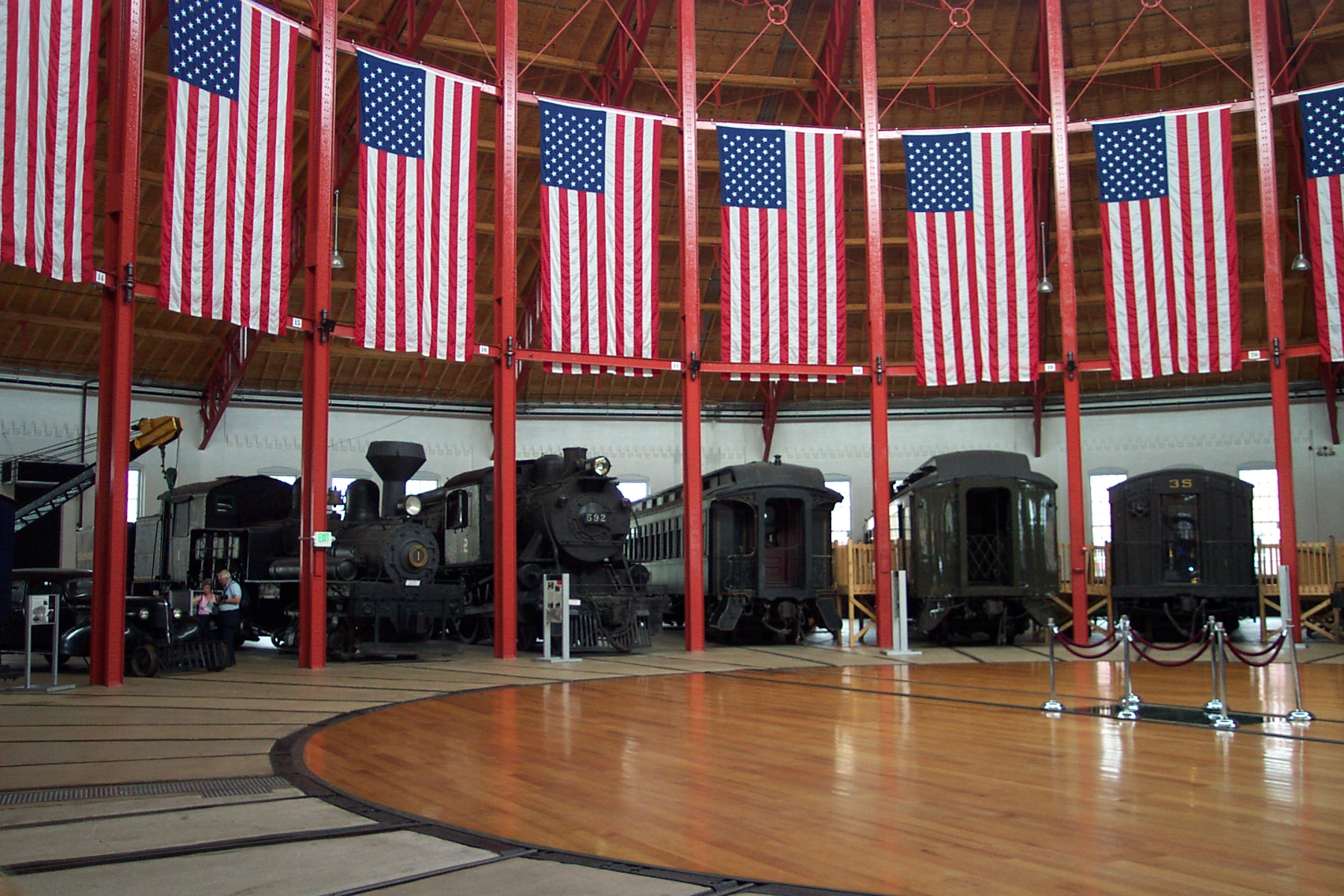
Lok och vagnar i det gamla lokstallet med vändskiva som utgöt mittpunkten i B&O Railroad Museum.

B&O Railroad Museum är beläget i Baltimore och dokumenterar B & O:s historia. Lokstallarna i Mount Clare anses vara järnvägens födelseplats i USA. B&O Railroad Museum är samarbetspartner med Smithsonian Institution.

## Populärkultur
B&O Railroad finns med i den amerikanska standardutgåvan av sällskapsspelet Monopol som en av de fyra järnvägarna från starten 1935.